# Aliatypus trophonius
Aliatypus trophonius är en spindelart som beskrevs av Coyle 1974. Aliatypus trophonius ingår i släktet Aliatypus och familjen Antrodiaetidae. Inga underarter finns listade i Catalogue of Life.